# ハクシヨウ (1958年生)
ハクシヨウとは日本の競走馬である。第28回東京優駿（日本ダービー）のほか、朝日盃3歳ステークスに勝利するなど活躍した。1960年啓衆賞最優秀（旧）3歳牡馬。

## 現役時代
旧表記3歳時には6戦6勝の圧倒的強さを見せ、朝日盃3歳ステークスを2着に5馬身差を付けレコードタイムで制したほか、東京3歳ステークスを3馬身、中山3歳ステークスを4馬身差レコード、さらにオープンを7馬身差レコードと活躍した。この成績で1960年最優秀3歳牡馬に選ばれた。
このあと休養に入り、復帰戦は皐月賞になったがシンツバメの11着と大敗し、続くNHK盃も4着とまったくいいところがないまま東京優駿に挑むことになった。しかしその東京優駿では皐月賞優勝馬シンツバメ、NHK盃優勝馬チトセミノルが回避したためふたたび1番人気に支持された。この年の東京優駿には相手が薄いと見た優駿牝馬優勝馬チトセホープも連闘で出走しており、2番人気に推されていた。
最後の直線で先行するチトセホープをかわし勝利は確実かと思われたが、前走で条件戦を勝ち上がったばかりのメジロオーが大外から突っ込んできてハクシヨウに並びかけたところがゴールだった。たいへんに長い写真判定の末ハクシヨウの勝利が確定したが、その差は非常にわずかで、髪の毛1本ともされている。この東京優駿を最後にハクシヨウは引退した。
なお、現在のようなスターティングゲートによるゲート式スタートが導入されて最初の日本ダービー馬である。ただし、本馬以前にゲート式スタートによるレースそのものを経験したことがあるダービー馬は、ゴールデンウエーブ、ダイゴホマレの2頭がいる。

## 種牡馬
引退後は種牡馬となり、ホワールウインド（アラブ王冠賞）、ハクラン（名古屋・新春グランプリ、東京盃3着など。地方競馬から中央競馬への移籍後ライフウに改名）などの産駒を残した。その後1983年7月に用途変更となっている。
なお、2代目ハクシヨウの血を引く馬は現存しない。

## 血統表
| ハクシヨウIIの血統（ボワルセル系 / Swynford 5×5=6.25%） | ハクシヨウIIの血統（ボワルセル系 / Swynford 5×5=6.25%） | ハクシヨウIIの血統（ボワルセル系 / Swynford 5×5=6.25%） | （血統表の出典）      | （血統表の出典） |
| 父 *ヒンドスタン Hindostan 1946 黒鹿毛                  | 父の父Bois Roussel 1935 鹿毛                            | Vatout                                                  | Prince Chimay         | Prince Chimay    |
| 父 *ヒンドスタン Hindostan 1946 黒鹿毛                  | 父の父Bois Roussel 1935 鹿毛                            | Vatout                                                  | Vasthi                |                  |
| 父 *ヒンドスタン Hindostan 1946 黒鹿毛                  | 父の父Bois Roussel 1935 鹿毛                            | Plucky Liege                                            | Spearmint             | Spearmint        |
| 父 *ヒンドスタン Hindostan 1946 黒鹿毛                  | 父の父Bois Roussel 1935 鹿毛                            | Plucky Liege                                            | Concertina            |                  |
| 父 *ヒンドスタン Hindostan 1946 黒鹿毛                  | 父の母Sonibai 1939 鹿毛                                 | Solario                                                 | Gainsborough          | Gainsborough     |
| 父 *ヒンドスタン Hindostan 1946 黒鹿毛                  | 父の母Sonibai 1939 鹿毛                                 | Solario                                                 | Sun Worship           |                  |
| 父 *ヒンドスタン Hindostan 1946 黒鹿毛                  | 父の母Sonibai 1939 鹿毛                                 | Udaipur                                                 | Blandford             | Blandford        |
| 父 *ヒンドスタン Hindostan 1946 黒鹿毛                  | 父の母Sonibai 1939 鹿毛                                 | Udaipur                                                 | Uganda                |                  |
| 母 *グレースフルアイヴイ Graceful Ivy 1947 芦毛         | 母の父Khosro 1938 鹿毛                                  | Sir Cosmo                                               | The Boss              | The Boss         |
| 母 *グレースフルアイヴイ Graceful Ivy 1947 芦毛         | 母の父Khosro 1938 鹿毛                                  | Sir Cosmo                                               | Ayn Hali              |                  |
| 母 *グレースフルアイヴイ Graceful Ivy 1947 芦毛         | 母の父Khosro 1938 鹿毛                                  | Straight Sequence                                       | Startford             | Startford        |
| 母 *グレースフルアイヴイ Graceful Ivy 1947 芦毛         | 母の父Khosro 1938 鹿毛                                  | Straight Sequence                                       | Little Flutter        |                  |
| 母 *グレースフルアイヴイ Graceful Ivy 1947 芦毛         | 母の母Ivy Grey 1941 芦毛                                | Empire Builder                                          | Son-in-Law            | Son-in-Law       |
| 母 *グレースフルアイヴイ Graceful Ivy 1947 芦毛         | 母の母Ivy Grey 1941 芦毛                                | Empire Builder                                          | Fourfold              |                  |
| 母 *グレースフルアイヴイ Graceful Ivy 1947 芦毛         | 母の母Ivy Grey 1941 芦毛                                | Eleni                                                   | Greenback             | Greenback        |
| 母 *グレースフルアイヴイ Graceful Ivy 1947 芦毛         | 母の母Ivy Grey 1941 芦毛                                | Eleni                                                   | Epping Rose F-No.10-d |                  |